# Квальміти
Квальміти — мікроліт-танталіт-колумбітові рідкісноземельні граніти. Містять найважчі танталоніобати (танталіт, мікроліт, стрюверит, колумбіт). Збагачуються за гравітаційними схемами із доподрібненням промпродукту, та окремим збагаченням за класами крупності.
Тантал-ніобієві лужні рідкіснометалеві квальміти представлені корінними рудами, корою вивітрювання та розсипами. Збагачення проводять за простими схемами, що включають дезінтеграцію та класифікацію вихідного матеріалу з виділенням у відходи крупних фракцій мулової частини, яка не збагачується. Гравітаційному збагаченню на гвинтових сепараторах та концентраційних столах піддають звичайно продуктивну зернисту частину (16,0-0,1 мм) з використанням шлюзів (уловлювання колумбіту, крупнішого за 4 мм, який втрачається на гвинтових сепараторах). 